# Chodoetka
De Chodoetka (Russisch: Ходутка) is een stratovulkaan in het zuidelijk deel van het Russische schiereiland Kamtsjatka, op ongeveer 130 kilometer ten zuidoosten van de stad Petropavlovsk-Kamtsjatski. De vulkaan vormt onderdeel van het Chodoetkamassief, waartoe ook de oudere stratovulkaan Priejemysj behoort. De Priejemysj ("geadopteerd kind") is lager en ligt aan de noordwestelijke zijde van het massief. De Chodoetka omvat met een omvang van 8 bij 10 kilometer (oppervlakte: 90 km²) aan de basis het grootste deel van het massief. Beide vulkanen hebben een karakteristieke ronde vorm.
De Chodoetka ontstond rond het einde van het Pleistoceen, begin van het Holoceen ten zuidoosten van de Priejemysj in een caldera met een diameter van 7 kilometer en is sindsdien zeker driemaal uitgebarsten, de laatste keer ongeveer 2000 tot 2500 jaar geleden rond 300 v. Chr. De krater van de vulkaan is -waarschijnlijk door een aardverschuiving- grotendeels verwoest aan de noordzijde, waar zich nu een diepe kloof bevindt, waardoorheen een gletsjer naar beneden loopt. De wanden van de kegel zijn diep ingesneden met barrancos (diepe radiale kloven).
Langs de flanken van de vulkaan liggen ten minste 10 kraters en kleine lavakoepels en ten westen van de vulkaan bevinden zich een aantal sintelkegels, die in het Holoceen zijn ontstaan door basaltische uitbarstingen. Aan de noordwestvoet bevindt zich de maar Chodoetkinski, die rond 800 v. Chr. ontstond tijdens een grote uitbarsting, waarbij tefra over een groot deel van zuidelijk Kamtsjatka werd verspreid en kleine pyroclastische stromen ontstonden, waarna lavastromen en lavakoepels ontstonden. Op het lagere deel van de westelijke en noordwestelijke hellingen bevinden zich veel explosietrechters en koepelvulkanen met kleine daciete en ryodaciete lavastromen.
Op de noordwestelijke helling van de vulkaan Priejemysj bevindt zich een krater, waarin zich het geothermisch veld van Chodoetka bevindt. Deze manifesteert zich in een aantal heetwaterbronnen, die het Chodoetkameer voeden, die onderdeel vormt van een 'hete bergrivier'. Bij het meer zijn een aantal toeristische gebouwen neergezet. De 'rivier' met een breedte van 20 tot 30 meter en een diepte van 1,2 tot 1,7 meter, daalt vanuit de vulkaan de helling af. Eerst stroomt deze ongeveer 1,5 kilometer lange rivier door een open vlakte, vervolgens door een berkenbos, waarbij ze zich een weg baant door dicht puimgesteente, en ten slotte mondt ze uit in de rivier de Pravaja (rechter) Chodoetka.